# Empieza el baile
Empieza el baile es una película de comedia dramática carretera musical argentina-española de 2023 dirigida por Marina Seresesky. Narra la historia de una mítica y olvidada expareja de baile tanguera que emprenden un viaje por la carretera para rememorar viejos recuerdos y enfrentar sus miedos. Está protagonizada por Darío Grandinetti, Mercedes Morán y Jorge Marrale.
La película tuvo su estreno mundial el 14 de marzo de 2023 en el Festival de Málaga, mientras que en los cines de España se estrenó el 5 de abril y en Argentina el 20 de abril de ese mismo año. El 7 de junio, Empieza el baile fue lanzada en la plataforma Star+.

## Sinopsis
Cuenta la historia de Carlos, un exbailarín de tango y ahora actor  radicado en España que recibe una llamada desde Buenos Aires que le informa que su antigua compañera de baile, Margarita, ha fallecido. Cuando llega al velorio aparece Pichuquito, un viejo amigo que lo lleva a un club, donde se encuentra Margarita viva y con la noticia de que tuvieron un hijo, que en la actualidad ya tiene 40 años. De esta forma, los tres parten en un viaje en una furgoneta para reencontrarse con este hijo que vive en Mendoza.

## Elenco
- Darío Grandinetti como Juan Carlos Moreno
- Mercedes Morán como Margarita
- Jorge Marrale como Pichuquito
- Pastora Vega como Elvira
- Agostina Pozzi como Julia
- Lautaro Zera como Pupi
- Marcelo Xicarts como Badu
- Carolina Sobisch como Malena
- Pepe Novoa como Roberto
- Marcelo Lacerna como Sargento
- Santiago Caranza como Carlitos

## Recepción

### Comentarios de la crítica
La película recibió reseñas medianamente positivas por parte de la crítica especializada. Guillermo Courau de La Nación manifestó que «Empieza el baile es una película tan tierna como amarga, no exenta de pinceladas de humor negro que colaboran a suavizar un poco su esencia taciturna». Laura Pérez de Fotogramas indicó que lo mejor de la película son «los diálogos entre la pareja protagonista» y la impecable interpretación de Marrale, sin embargo, mencionó que lo peor es su «comienzo que complica en forma lo sencillo».
Por otro lado, Pablo Scholz de Clarín elogió a la película, diciendo que «hay bastante de humor negro en el filme, una agudeza en las ocurrencias, que permiten soslayar algunos momentos en los que la trama roza la sensiblería más pura», mientras que «el ritmo no decae y la iluminación es natural». Ezequiel Boetti  de Página 12 puntuó a la cinta con un 5, aludiendo «la realizadora Marina Seresesky despliega un arco dramático que recuerda a los de Juan José Campanella, además de una impronta costumbrista anclada en otras épocas del cine argentino».

### Premios y nominaciones
| Lista de premios y nominaciones | Lista de premios y nominaciones        | Lista de premios y nominaciones              | Lista de premios y nominaciones | Lista de premios y nominaciones | Lista de premios y nominaciones |
| Año                             | Organización                           | Categoría                                    | Nominado/a(s)                   | Resultado                       | Ref(s)                          |
| ------------------------------- | -------------------------------------- | -------------------------------------------- | ------------------------------- | ------------------------------- | ------------------------------- |
| 2023                            | Festival de Málaga                     | Biznaga de Oro                               | Empieza el baile                | Nominado                        | [ 12 ] [ 13 ]                   |
| 2023                            | Festival de Málaga                     | Premio del público                           | Empieza el baile                | Ganador                         | [ 12 ] [ 13 ]                   |
| 2023                            | Festival de Málaga                     | Mejor actor de reparto                       | Jorge Marrale                   | Ganador                         | [ 12 ] [ 13 ]                   |
| 2024                            | Premios Martín Fierro de Cine y Series | Mejor película de cine                       | Empieza el baile                | Nominado                        | [ 14 ]                          |
| 2024                            | Premios Cóndor de Plata                | Mejor película en coproducción con Argentina | Empieza el baile                | Nominado                        | [ 15 ]                          |